# Carl de la Sablière
Carl Marie Paul Blanchet de la Sablière (Quimper, 26 de abril de 1895-Gouesnach, 29 de octubre de 1979) fue un deportista francés que compitió en vela en la clase 8 Metre. Participó en los Juegos Olímpicos de Ámsterdam 1928, obteniendo una medalla de oro en la clase 8 Metre.

## Palmarés internacional
| Juegos Olímpicos | Juegos Olímpicos         | Juegos Olímpicos | Juegos Olímpicos |
| Año              | Lugar                    | Medalla          | Clase            |
| ---------------- | ------------------------ | ---------------- | ---------------- |
| 1928             | Ámsterdam (Países Bajos) | Medalla de oro   | 8 Metre          |